# ルイス・マリア・デ・オルレアンス・エ・ブラガンサ

オルレアンス・イ・ブラガンサ王朝の紋章

ルイス・マリア・デ・オルレアンス・エ・ブラガンサ（Luís Maria de Orléans e Bragança, 1878年1月26日 - 1920年3月26日）は、ブラジル帝国の皇族。皇女イザベル・ド・ブラジルとその夫であるウー伯ガスタンの次男としてブラジルのペトロポリスで誕生。

## 生涯
1889年の帝政廃止後にフランスへ亡命し、パリのコレージュ・ド・スタニスラス・ド・パリ校（fr）で学んだ。1908年、兄ペドロがボヘミア貴族の娘と貴賤結婚したため、ルイスの皇位継承順位が暫定1位となった。同年11月、ブルボン＝シチリア家のカゼルタ伯アルフォンソの娘マリーア・ピアと結婚。3子をもうけた。
- ペドロ・エンリケ（1909–1981）
- ルイス・ガスタン（1911–1931）
- ピア・マリア（1913–2000）

第一次世界大戦中、イギリス軍の士官として従軍。1920年、母イザベルに先立ちカンヌで急死した。そのため、ブラジル皇位継承権1位はルイスの長男ペドロへ移った。